# John Willie Kofi Harlley
John Willie Kofi Harlley (* 1919; † 198?) war ein Polizeibeamter und Politiker in Ghana.
Harlley putschte am 24. Februar 1966 gegen den damaligen Präsidenten Kwame Nkrumah und wurde eines der acht Mitglieder des National Liberation Council (NLC) (1966–1969) und später der aus drei Personen bestehenden Presidential Commission, die im September 1969 die Staatsgewalt in die Hände des frei gewählten Kofi Abrefa Busia legte.
Harlley war Police Commissioner in Accra und war zum Zeitpunkt des Staatsstreichs Polizeipräsident (Head of Police). Als solcher hatte er eine Schlüsselposition der Verschwörer vom Februar 1966 inne.
Zwischen 1967 und 1968 belegte er als Mitglied des National Liberation Council auch die Position des Außenministers.